# Цхакая Микола Шиойович
Микола Шиойович Цхакая — радянський грузинський діяч, секретар ЦК КП Грузії. Член ЦК КП Грузії та член Бюро ЦК КП Грузії. Депутат Верховної ради Грузинської РСР 8-го скликання від Карельського району.

## Життєпис
Член КПРС. Освіта вища.
До 19 листопада 1969 року — голова ревізійної комісії Тбіліської організації КП Грузії.
19 листопада 1969 — квітень 1970 року — секретар Тбіліського міського комітету КП Грузії.
3 квітня 1970 — 5 червня 1972 року — секретар ЦК КП Грузії.
5 червня 1972 року на пленумі ЦК КП Грузії звільнений із посади секретаря ЦК КП Грузії та виведений із складу Бюро ЦК КП Грузії «за допущені помилки і недоліки в роботі».
У 1980-х роках працював на науковій роботі у виробничому об'єднанні «Грузгірничохімпром». Співавтор багатьох наукових винаходів та патентів.
Подальша доля невідома.